# Johannes Leo

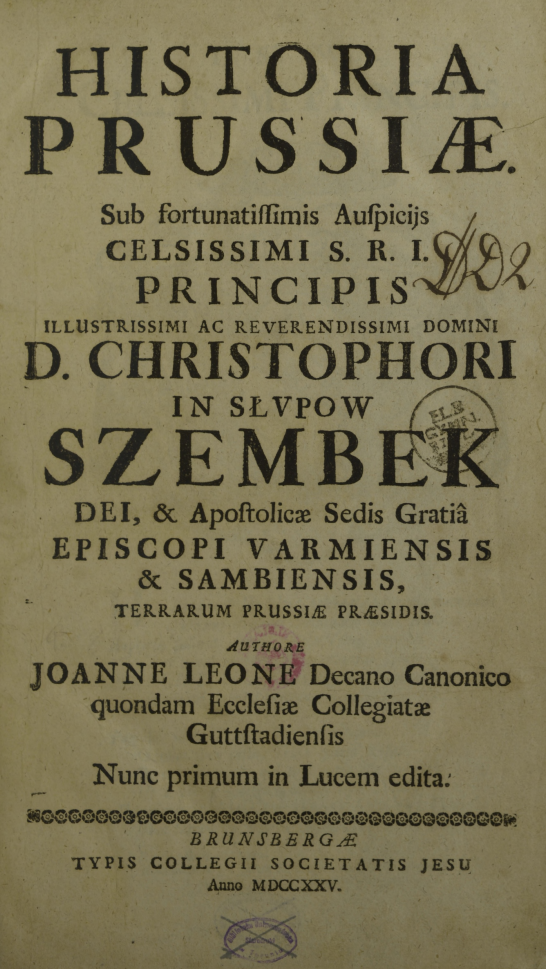
Historia Prussiae, Titelseite des Erstdrucks 1725, gefördert vom Ermländer Bischof Christoph Szembek

Johannes Leo (* 1572; † 1635) war Kanoniker am Kollegiatstift St. Salvator in Guttstadt. Er verfasste eine „Historia Prussiae“, die erst 1725 im Druck erschien.